# 2023年度美國國防授權法
詹姆斯·芒廷因·「吉姆」·英霍夫2023财年国防授权法案（英語：James M. Inhofe National Defense Authorization Act for Fiscal Year 2023，H.R. 7776）是美国联邦法律，规定了美国国防部2023财年的预算、支出和政策。60年来，每年都通过类似的法案。

## 历史
众议院提案（H.R. 7900）于2022年7月14日由众议院军事委员会主席、华盛顿州众议员亚当·史密斯提出。2022年12月8日，众议院通過H.R. 7776。12月15日，法案由參议院通過。
該法案納入《台灣增強韌性法》（Taiwan Enhanced Resilience Act），授權自法案生效起5年美國向提供台灣100億美元軍援、加速處理台灣軍購請求，並邀請台灣參與2024年環太平洋軍事演習等。
中華人民共和國外交部和全国人大外事委员会在法案生效後表達強烈不滿，並表示已向美方提出嚴正交涉。